# 高登渉

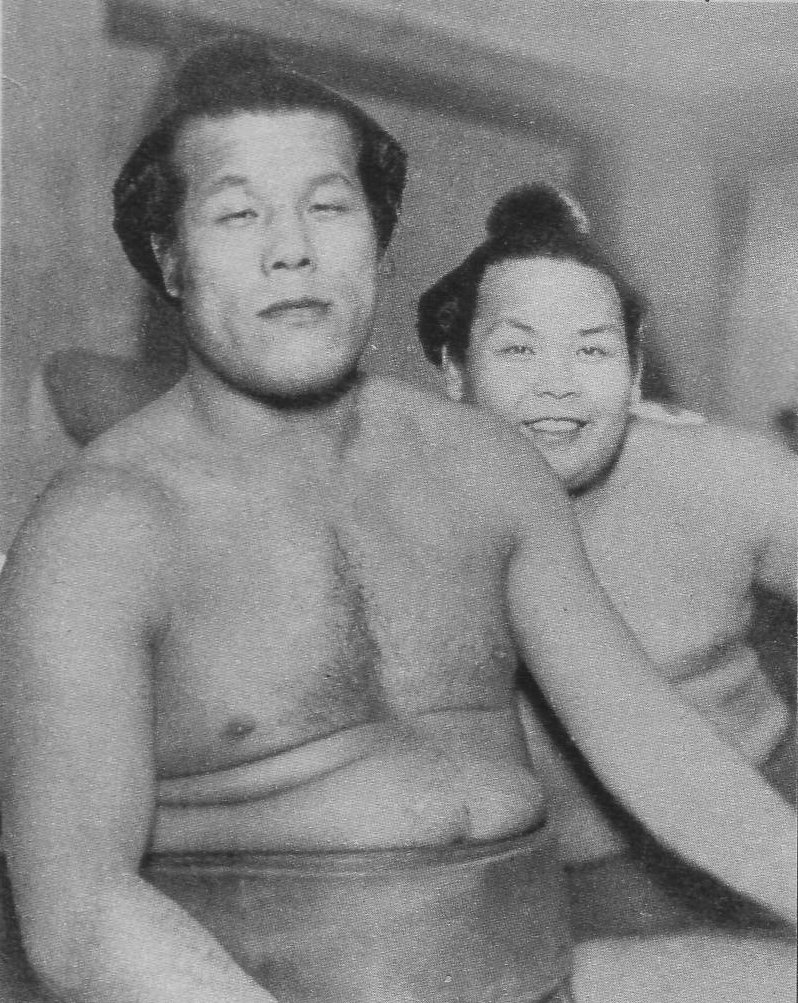
笠置山（右）とともに

髙登 弘光（たかのぼり ひろみつ、1908年（明治41年）5月7日 - 1962年（昭和37年）1月19日）は、長野県下伊那郡喬木村出身で高砂部屋に所属した大相撲力士。本名は吉川 渉（よしかわ わたる）。最高位は東関脇。身長185cm、体重113kg。得意手は右四つ、寄り、上手投げ。

## 来歴
1926年（大正15年）に同県飯田町（現飯田市）で行われた自転車の大会に出場したが、途中で運悪くペダルが折れてしまった。しかしそこで諦めず壊れた自転車を担いで残りを走って優勝し、これが評判となり髙砂親方（元大関・朝潮）に勧誘され、高砂部屋に入門して1927年（昭和2年）1月場所で初土俵。
1931年（昭和6年）1月場所で新十両、5月場所で新入幕。1932年（昭和7年）1月6日に春秋園事件が発生すると、前頭4枚目から格上げされて新小結。この場所は負け越したが平幕に下がった5月場所から成績が上昇し、1933年（昭和8年）1月場所新関脇で7勝4敗、5月場所には横綱・玉錦と優勝を争い9勝2敗、大関目前まで進んだ。しかし1934年（昭和9年）1月場所を目前に控え胃潰瘍にかかり無念の休場。その後右膝を壊し大関の夢は断たれてしまった。
6尺を越す当時としては大型で長野県出身であることから、「信州雷電」（雷電為右エ門）の再来といわれた。右四つからの寄りを得意としており、全盛期は大関候補として玉錦、男女ノ川、武蔵山武と並び称されていた。1939年（昭和14年）5月場所を最後に引退、年寄・大山を襲名し分家独立、東京大空襲で部屋が罹災し、妻子と弟子2人を喪っているが、それを乗り越え大関・松登を育てた。相撲解説で人気があり、独特の声色で「飴玉を転がすような」とたとえられた。1961年4月に東駒形に新部屋を建てて引越したが、翌1962年1月場所中に同部屋で心臓麻痺で倒れ、急逝した。53歳没。大山部屋は弟子の松登が継承した（引退直後は一門の横綱・朝潮から年寄・振分を借りていた。）。

## 主な成績
- 通算成績：174勝126敗28休 勝率.580
- 幕内成績：106勝94敗28休 勝率.530
- 現役在位：39場所
- 幕内在位：21場所
- 三役在位：8場所（関脇4場所、小結4場所)

### 場所別成績
| 1927年 （昭和2年） | （前相撲）         | （前相撲）         | 西序ノ口19枚目 4–2       | 東序ノ口19枚目 4–2 |
| 1928年 （昭和3年） | 東序二段31枚目 3–3 | 西序二段29枚目 3–3 | 西序二段22枚目 5–1       | 西序二段22枚目 5–1 |
| 1929年 （昭和4年） | 東三段目19枚目 3–3 | 東三段目19枚目 6–0 | 西幕下29枚目 0–0–6       | 西幕下29枚目 5–1   |
| 1930年 （昭和5年） | 東幕下21枚目 5–1   | 東幕下21枚目 3–3   | 東幕下9枚目 5–1          | 東幕下9枚目 3–3    |
| 1931年 （昭和6年） | 東十両8枚目 6–5    | 東十両8枚目 8–3    | 西前頭15枚目 7–4         | 西前頭15枚目 8–3   |
| 1932年 （昭和7年） | 東小結 3–5         | 東小結 2–4–4       | 西前頭筆頭 8–3           | 西前頭筆頭 9–2     |
| 1933年 （昭和8年） | 西関脇 7–4         | x                  | 西関脇 9–2               | x                  |
| 1934年 （昭和9年） | 東関脇 0–0–11      | x                  | 東前頭3枚目 6–5          | x                  |
| 1935年 （昭和10年） | 西小結 6–5         | x                  | 西関脇 5–4–2             | x                  |
| 1936年 （昭和11年） | 西小結 3–8         | x                  | 東前頭5枚目 0–0–11       | x                  |
| 1937年 （昭和12年） | 西前頭11枚目 6–5   | x                  | 西前頭7枚目 6–7          | x                  |
| 1938年 （昭和13年） | 西前頭8枚目 6–7    | x                  | 東前頭13枚目 6–7         | x                  |
| 1939年 （昭和14年） | 東前頭16枚目 6–7   | x                  | 東前頭17枚目 引退 3–12–0 | x                  |
| 各欄の数字は、「勝ち-負け-休場」を示す。 優勝 引退 休場 十両 幕下 三賞：敢=敢闘賞、殊=殊勲賞、技=技能賞 その他：★=金星 番付階級：幕内 - 十両 - 幕下 - 三段目 - 序二段 - 序ノ口 幕内序列：横綱 - 大関 - 関脇 - 小結 - 前頭（「#数字」は各位内の序列） |                    |                    |                          |                    |

- 1932年1月番付では東前頭4枚目

## 幕内対戦成績
| 力士名         | 勝数 | 負数 | 力士名   | 勝数 | 負数 | 力士名 | 勝数 | 負数 | 力士名   | 勝数 | 負数 |
| -------------- | ---- | ---- | -------- | ---- | ---- | ------ | ---- | ---- | -------- | ---- | ---- |
| 青葉山         | 0    | 2    | 安藝ノ海 | 1    | 0    | 旭川   | 3    | 2    | 綾川     | 3    | 2    |
| 綾錦           | 0    | 1    | 綾昇     | 1    | 2    | 綾若   | 2    | 2    | 伊勢ノ濱 | 1    | 0    |
| 一渡           | 0    | 1    | 五ツ嶋   | 0    | 1    | 大潮   | 2    | 2    | 大嶋     | 1    | 1    |
| 大浪           | 2    | 0    | 大八洲   | 1    | 0    | 沖ツ海 | 5    | 0    | 大蛇潟   | 1    | 0    |
| 海光山         | 1    | 0    | 鏡岩     | 2    | 1    | 笠置山 | 1    | 2    | 桂川     | 1    | 1    |
| 金湊           | 1    | 2    | 九州山   | 1    | 2    | 錦華山 | 1    | 0    | 古賀ノ浦 | 3    | 0    |
| 小嶋川         | 1    | 0    | 駒ノ里   | 0    | 2    | 相模川 | 0    | 1    | 清水川   | 3    | 5    |
| 新海           | 6    | 0    | 神東山   | 0    | 2    | 外ヶ濱 | 1    | 1    | 大邱山   | 4    | 2    |
| 高ノ花         | 1    | 1    | 楯甲     | 0    | 1    | 玉碇   | 1    | 0    | 玉錦     | 1    | 8(1) |
| 銚子灘         | 2    | 0    | 筑波嶺   | 3    | 0    | 照國   | 0    | 1    | 出羽ヶ嶽 | 2    | 2    |
| 出羽ノ花       | 3    | 3    | 出羽湊   | 1    | 2    | 常盤野 | 2    | 0    | 土州山   | 1    | 1    |
| 富野山         | 1    | 0    | 巴潟     | 6    | 1    | 名寄岩 | 0    | 1    | 能代潟   | 5    | 1    |
| 幡瀬川         | 5    | 3    | 磐石     | 0    | 1    | 番神山 | 2    | 4    | 肥州山   | 1    | 1    |
| 常陸嶋         | 1    | 0    | 藤ノ里   | 2    | 2    | 双葉山 | 1    | 1    | 防長山   | 1    | 0    |
| 松前山(渡嶋洋) | 0    | 1    | 武藏山   | 1    | 8    | 大和錦 | 2    | 1    | 吉野山   | 1    | 0    |
| 両國           | 2    | 3    | 若瀬川   | 2    | 1    | 若葉山 | 3    | 0    |          |      |      |

## 改名歴
- 高登 渉（たかのぼり わたる）1927年1月場所-1936年1月場所
- 高登 弘光（- ひろみつ）1935年5月場所-1937年5月場所
- 高登 猛（- たけし）1938年1月場所-1938年5月場所
- 高登 啓親（- ひろちか）1939年1月場所-1939年5月場所

## 年寄変遷
- 大山 渉（おおやま わたる）1939年5月-1962年1月